# Trasplante de pulmón
El trasplante de pulmón, o el trasplante pulmonar es un procedimiento quirúrgico en el cual el o los pulmones enfermos de un paciente son parcial o totalmente sustituidos por los pulmones que provienen de un donante. Al igual que el trasplante de otros órganos, el trasplante de pulmón conlleva un riesgo mayor, considerando que una vez trasplantado inmediatamente es expuesto, mediante la vía aérea, al medio ambiente. Conceptualmente, para todos los trasplantes de órganos, el procedimiento tiene como finalidad mejorar la calidad y aumentar la esperanza de vida de los pacientes en fase terminal.

## Condiciones requeridas
El trasplante de pulmón es la medida terapéutica de último recurso para los pacientes con enfermedad pulmonar en fase terminal que han agotado todos los tratamientos disponibles sin mejoría. Son diversas las condiciones que pueden hacer de este tipo de cirugía y manejo clínico, una opción necesaria. A partir de 2005, las razones más comunes para un trasplante de pulmón en los Estados Unidos fueron:
27% Enfermedad pulmonar obstructiva crónica (EPOC), incluyendo el enfisema;
16% Fibrosis pulmonar idiopática
14% fibrosis quística;
12% idiopática (antes conocido como "primaria"), hipertensión pulmonar;
5% Deficiencia de alfa 1-antitripsina
2% Reemplazar los pulmones trasplantados anteriormente que han fallado desde entonces.
24% otras causas, como bronquiectasias y sarcoidosis.

## Contra-indicaciones
A pesar de la gravedad del estado respiratorio del paciente, ciertas condiciones preexistentes podrían hacer de un paciente un mal candidato para un trasplante de pulmón.
- Enfermedad crónica concurrente (por ejemplo, insuficiencia cardíaca congestiva, enfermedad renal, enfermedad del hígado).
- Presentar alguna enfermedad grave de otro órgano que no sean los pulmones.
- Infecciones actuales, incluyendo el VIH.
- Hepatitis, aunque cada vez con más frecuencia los pacientes con hepatitis C son ambos se trasplantan y también están siendo utilizados como donantes si el destinatario es la hepatitis C positivo.
- Cáncer actual o reciente.
- Presentar enfermedades tumorales o enfermedades infecciosas no controladas.
- Presentar enfermedad de las válvulas cardiacas, enfermedades graves de las arterias coronarias, arterias de las piernas o arterias que irrigan el cerebro.
- Uso actual de alcohol, tabaco o drogas ilegales.
- Edad: Los candidatos a ser trasplantados deben ser menores de 60 años. En casos excepcionales, los pacientes sin ninguna otra contraindicación en muy buen estado general pueden tener un límite de edad de 65 años.
- Si el paciente no es apoyado por sus familiares u otro grupo social. Ya que no  garantizar un apoyo activo en el periodo posterior al trasplante.
- Condiciones sicológicos y psiquiátricos.
- Historial de incumplimiento de las instrucciones médicas.

## Historia
La historia trasplantes de órganos se inició con varios intentos que no tuvieron éxito debido al rechazo de trasplantes. La experimentación con animales realizada por varios pioneros, entre ellos , durante los años 1940 y 1950, demostró por primera vez que el procedimiento era técnicamente factible. James Hardy de la Universidad de Misisipi realizó el primer trasplante de pulmón humano el 11 de junio de 1963.

Después del trasplante de un único pulmón, el paciente, identificado más tarde como el asesino convicto John Richard Russell, sobrevivió durante 18 días. De 1963 a 1978 varios intentos de trasplante de pulmón fracasaron debido al rechazo y los problemas con la cicatrización anastomótica bronquial. Fue sólo después de la invención de la máquina de corazón-pulmón, junto con el desarrollo de fármacos inmunosupresores como la ciclosporina, que los órganos como los pulmones pudieron ser trasplantados con una posibilidad razonable de recuperación del paciente.
1981:  La primera cirugía de trasplante que tuvo éxito fue el trasplante de corazón-pulmón, realizado por el Dr. Bruce Reitz, de la Universidad de Stanford en una mujer que tenía hipertensión idiopathicpulmonary.
1983: Primer trasplante de pulmón a largo plazo. (Tom Hall) por Joel Cooper (Toronto).
1986: Primer trasplante de pulmón doble exitoso a largo plazo (Ann Harrison) por Joel Cooper (Toronto).
1988: Primer trasplante doble de pulmón exitoso a largo plazo para fibrosis quística por Joel Cooper (Toronto).
En 1988, Vera Dwyer, una mujer del condado de Sligo en Irlanda , fue diagnosticada con una enfermedad pulmonar irreversible, crónica y fibrótica. Más tarde ese año, recibió un solo trasplante de pulmón en el Reino Unido. En noviembre de 2018, la Sra. Dwyer fue reconocida como la receptora de trasplante de pulmón único más grande del mundo en un evento en el Hospital Mater de Dublín

## Requerimientos para el trasplante

### Requerimientos para donadores potenciales
Hay ciertos requisitos para potenciales donantes de pulmón, debido a las necesidades del receptor potencial. En el caso de donantes vivos, se toma en cuenta igualmente cómo afectará la cirugía al mismo:
- Saludable.
- Que el tamaño coincida; los pulmones recibidos por el paciente deben ser lo suficientemente grandes para oxigenar adecuadamente; pero lo suficientemente pequeños para caber en la cavidad torácica del paciente.
- Edad.
- Tipo de Sangre.

### Requerimientos para receptores potenciales
Un centro de trasplante es libre de someter a los receptores potenciales a su criterio, pero hay ciertos requerimientos generales:
- Enfermedad pulmonar en fase terminal, que representan un deterioro severo de la capacidad pulmonar.
- Que haya agotado todas las terapias sin que las mismas hayan tenido éxito.
- Que no tenga ningún otro tipo de condición médica crónica (corazón, riñones, hígado...)

- Que no haya sufrido infecciones o cáncer recientes. Hay ciertos casos en los que una infección anterior es inevitable, como sucede en pacientes con fibrosis quística. En estos casos, los centros de trasplantes pueden aceptar o rechazar pacientes que estén sufriendo infecciones del tipo Burkholderia cepacia o Staphylococcus aureus resistente a la meticilina;
- Que no tenga VIH o Hepatitis.
- Los pacientes que continúan fumando no pueden inscribirse en el programa de trasplante. Además no debe haber adicción al alcohol, medicamentos o drogas.
- Rango de peso aceptable (ambas, desnutrición y obesidad, son relacionadas con altas tasas de mortalidad).
- Edad.
- Archivo fisiológico aceptable.
- Que cuente con seguro social;
- Que sea financieramente capaz de cubrir los gastos médicos (cuando sea necesario que el paciente los pague);
- Que sea capaz de soportar el régimen postrasplante. Como el trasplante de pulmón es una operación de gran escala, el paciente debe de estar consciente de que va a seguir un tratamiento de por vida[14]

## Preparación
Si un paciente es fundamentalmente elegible para un trasplante se iniciara una serie de exámenes necesarios.  Al mismo tiempo, se insta al paciente a hablar con pacientes que ya han sido trasplantados para obtener una imagen realista de las ventajas y desventaja de un trasplante.  La actitud personal del paciente también es muy importante, porque un trasplante solo tiene sentido si la persona está interesada y tiene una opinión positiva.  El paciente debe tratar de mantenerse en forma mientras espera el trasplante, para fortalecer sus músculos y mantener su masa muscular .  

### Exámenes preparatorios
Antes de ingresar a un programa de trasplante de pulmón se requieren varios estudios para tomar esta decisión.  Los resultados de estas investigaciones se complican y forman la rafia de ventibase para futuras decisiones.  Los exámenes preparatorios solo tienen sentido si el paciente en principio, acepta el trasplante de pulmón como una opción de tratamiento.  Mientras no haya claridad, no se debe realizar investigaciones más allá de las discusiones aclaratorias. Estos son los exámenes que son necesarios:
1. Análisis de sangre
2. Gamagrafia de ventilación/percusión
3. Topografía computarizada (TC) PET-TC
4. Examen de la función pulmonar
5. Examen de cateter cardiaco
6. Exámenes de ultrasonido
7. Prueba de caminata de 6 minutos
8. Gastroscopia y colonoscopia
9. Examen do oído, nariz y garganta.
10. Examen ginecológico
11. Examen urologico de pacientes masculinos
12. Examen dental
13. Examen oftalmológico
14. Detección de cáncer de piel.
15. Discusión con los psiquiatras en el centro de trasplante.
16. Pruebas de orina
17. Medicine de densidad ósea.
18. Investigaciones adicionales:  Si es necesario dependiendo de los hallazgos médicos individuales son necesarios más exámenes.  Sin embargo, se pueden suponer que los examines preparatorios no son excesivamente estresantes y que en la mayoría de los pacientes poco a poco también se pueda llevara a cabo de forma ambulatoria.

### Puntuación de asignación de pulmón
Antes de 2005, los pulmones de los donantes dentro de los Estados Unidos eran asignados por la Red Unida para Compartir Órganos basándose en el orden de llegada de los pacientes en lista de espera. Este fue reemplazado por el sistema actual, en el que los beneficiarios potenciales a un pulmón de 12 años de edad y mayores se les asigna una puntuación de asignación de pulmón o LAS, que toma en cuenta diversas medidas de la salud del paciente. El nuevo sistema asigna pulmones donados de acuerdo con la inmediatez de la necesidad más que el tiempo que un paciente ha estado en la lista de trasplantes. Los pacientes que están bajo la edad de 12 años todavía tienen prioridad sobre la base de cuánto tiempo han estado en la lista de espera de trasplante. El tiempo de permanencia en la lista es también un factor decisivo cuando varios pacientes tienen la misma puntuación de asignación de pulmón.
Los pacientes que son aceptados como potencialmente buenos candidatos a trasplante deben llevar un buscapersonas con ellos en todo momento en caso de que un órgano de un donante esté disponible. Estos pacientes también deben estar preparados para trasladarse a su centro de trasplante elegido de inmediato. Tales pacientes deben ser exhortados a limitar sus desplazamientos dentro de una cierta región geográfica a fin de facilitar el transporte rápido a un centro de trasplante.

## Tipos de trasplante de pulmón

### Lóbulo
Un trasplante de lóbulo es una cirugía en la cual se extirpa parte del pulmón de un donante vivo y se utiliza para sustituir parte de pulmón enfermo del receptor. Este procedimiento generalmente implica la donación de lóbulos de dos personas diferentes, sustituyendo así un solo pulmón en el receptor. Los donantes que han sido seleccionados adecuadamente deben ser capaces de mantener una calidad de vida normal a pesar de la reducción de volumen pulmonar.

### Un solo pulmón
Muchos pacientes experimentan gran mejoría al trasplantárseles un solo pulmón sano. El pulmón donado suele provenir de un donante con muerte cerebral.

### Doble pulmón
Algunos pacientes pueden requerir que se les reemplace ambos pulmones. Este es especialmente el caso para las personas con fibrosis quística, debido a que la colonización bacteriana se encuentra comúnmente dentro de los pulmones de estos pacientes; si sólo uno de pulmón fuese trasplantado, las bacterias en el pulmón nativo podrían potencialmente infectar el órgano recién trasplantado.

### Corazón y pulmón
Algunos pacientes respiratorios también pueden tener una enfermedad cardíaca severa por lo que se necesitaría un trasplante de corazón. Estos pacientes pueden ser tratados por medio de una cirugía en la cual los dos pulmones y el corazón se sustituyen por los órganos de uno o más donantes.
Un ejemplo particular involucrado en esto ha sido denominado en los medios como "trasplante dominó". Realizado por primera vez en 1987, este tipo de trasplante típicamente implica el trasplante de un corazón y pulmones al receptor A, cuyo propio corazón sano se retira y se trasplantan en un receptor B.

## Procedimiento
Si bien los detalles quirúrgicos dependerán del tipo de trasplante, muchos pasos son comunes a todos estos procedimientos. Antes de operar en el receptor, el cirujano del trasplante inspecciona el(los) pulmón(es) de los donantes para detectar señales de daños o enfermedad. Si el pulmón o los pulmones son aprobados, entonces el receptor es conectado a una vía intravenosa y a varios equipos de supervisión, incluyendo a la oximetría de pulso. El paciente recibirá anestesia general, y una máquina respirará por él o ella.
La preparación preoperatoria del paciente dura aproximadamente una hora. Un solo trasplante de pulmón tarda aproximadamente de cuatro a ocho horas, mientras que un doble trasplante de pulmón tarda alrededor de seis a doce horas en completarse. Los antecedentes de una cirugía torácica previa pueden complicar el procedimiento y requerir tiempo adicional.

### Un solo pulmón
En el trasplante de un solo pulmón, se elige el pulmón con la peor función pulmonar para el reemplazo. Si ambos pulmones funcionan igualmente, entonces, el pulmón derecho por lo regular es favorecido por la eliminación, ya que evita tener que maniobrar alrededor del corazón, como sería necesario para la escisión del pulmón izquierdo.
En un trasplante de un solo pulmón el proceso comienza después de que el donante del pulmón ha sido inspeccionado y la decisión de aceptar el pulmón del donante para el paciente se ha hecho. Una incisión se hace generalmente debajo del omóplato alrededor del pecho, que termina cerca del esternón. Un método alternativo consiste en una incisión debajo del esternón. En el caso de un trasplante pulmonar unilateral el pulmón es contraído, los vasos sanguíneos en el pulmón atado, y el pulmón son eliminados por el tubo bronquial. El pulmón del donante se coloca, los vasos sanguíneos se vuelven a unir, y se vuelve a inflar el pulmón. Para asegurarse de que el pulmón es satisfactorio y para eliminar cualquier resto de sangre y moco en el nuevo pulmón se realizará una broncoscopia. Cuando los cirujanos estén satisfechos con el rendimiento del pulmón la incisión del pecho se cierra.

### Doble pulmón

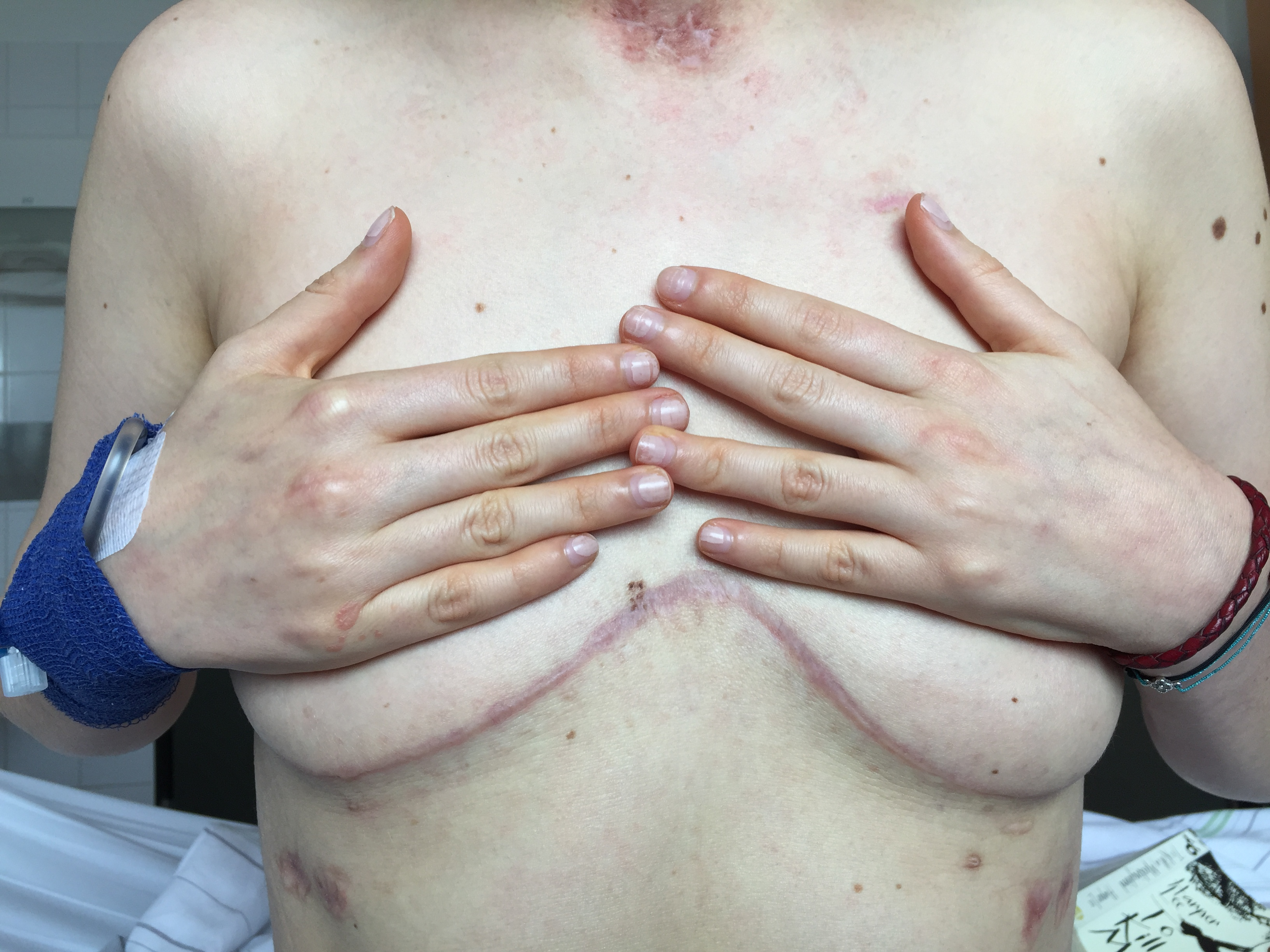
Cicatriz, foto frontal cirugía doble trasplante de pulmones, 11 de enero de 2020

Un trasplante doble de pulmón, también conocido como un trasplante bilateral, puede ser ejecutado de forma secuencial, en bloque, o simultáneamente. Secuencial es más común que en bloque. Esto es efectivamente como tener dos trasplantes unilaterales hechos por separado.

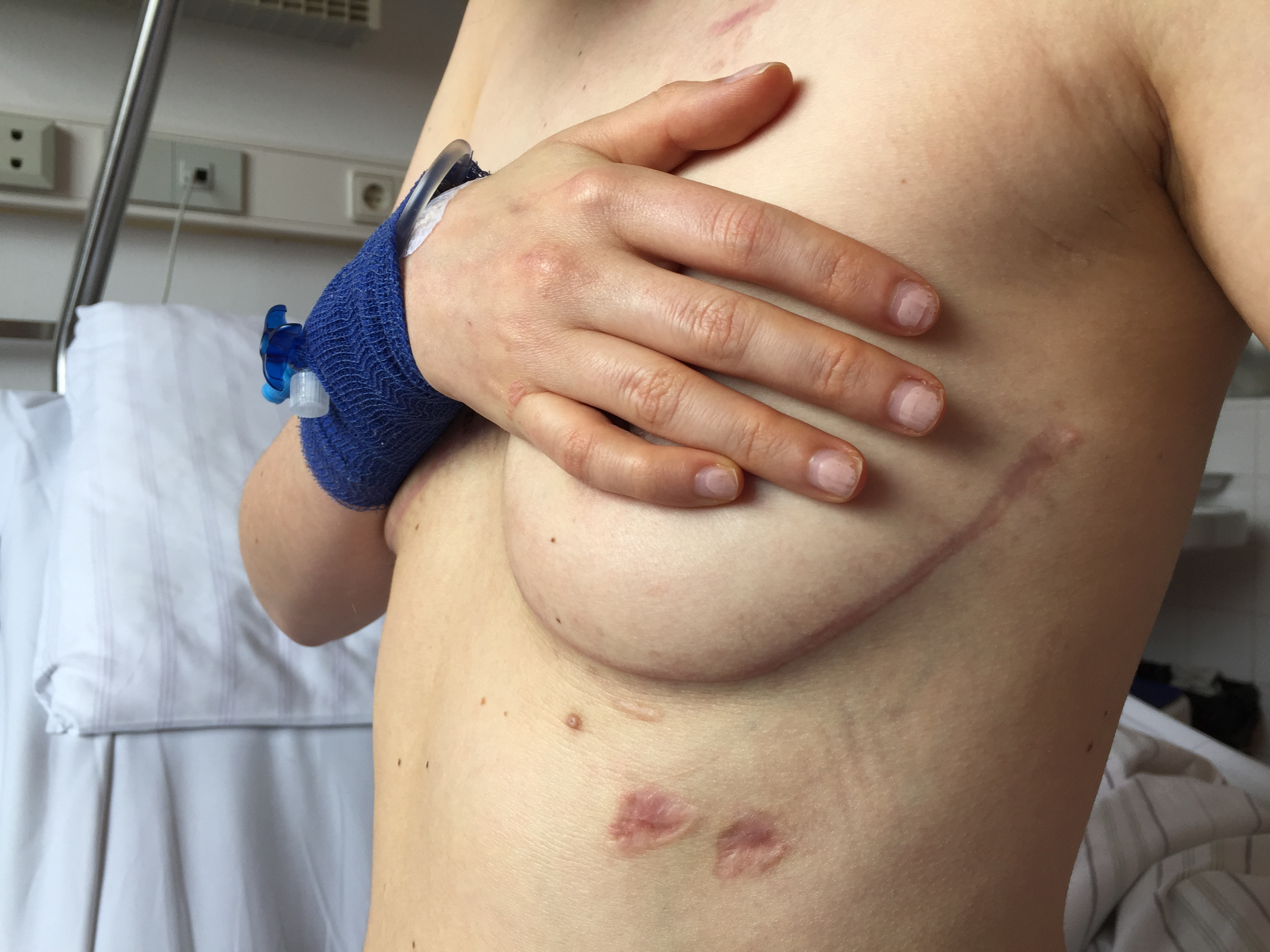
Cicatriz, foto lateral cirugía doble trasplante de pulmón, 11 de enero de 2020

El proceso del trasplante comienza después de que los pulmones del donante son inspeccionados y la decisión de trasplante se ha hecho. Una incisión se hace entonces de debajo de la axila del paciente, en torno al esternón, y luego de vuelta hacia la otra axila; esto se conoce como una incisión de concha de almeja. En el caso de un trasplante secuencial el pulmón del receptor con las funciones pulmonares más pobres se contraen, los vasos sanguíneos se atan y se cortan en los bronquios correspondientes. A continuación se coloca el nuevo pulmón y se vuelve a unir los vasos sanguíneos. Para asegurarse de que el pulmón es satisfactorio antes de trasplantar el otro se realiza una broncoscopia. Cuando los cirujanos estén satisfechos con el rendimiento del nuevo pulmón, se realizará la cirugía en el segundo pulmón. En el 10 % a 20 % de los trasplantes de pulmón doble el paciente está conectado a una máquina de corazón-pulmón que bombea la sangre para el cuerpo y suministra oxígeno fresco.

### El cuidado pos–operatorio
Inmediatamente después de la cirugía, se coloca al paciente en una unidad de cuidados intensivos para el seguimiento, por un período de unos pocos días normalmente. El paciente es puesto en un ventilador para ayudarlo a respirar. Las necesidades nutricionales generalmente se cumplen a través de la nutrición parenteral total, aunque en algunos casos un tubo nasogástrico es suficiente para la alimentación. Los tubos torácicos se colocan en modo que el exceso de líquidos puede ser eliminado. Debido a que el paciente está confinado a la cama, se utiliza un catéter urinario. Las vías intravenosas se utilizan en el cuello y el brazo para la supervisión y la administración de los medicamentos. Después de unos días, si no hay complicaciones, el paciente puede ser trasladado a una sala de hospitalización general, para su posterior recuperación. La estancia promedio en el hospital después de un trasplante de pulmón es generalmente de una a tres semanas, aunque las complicaciones pueden requerir un período de tiempo más largo. Después de esta etapa, los pacientes suelen ser obligados a asistir a un gimnasio de rehabilitación durante aproximadamente tres meses para recuperar la forma. Las pesas ligeras, la bicicleta estática, la caminadora, los estiramientos y más son parte del programa de rehabilitación.
Puede haber una serie de efectos secundarios después de la cirugía. Debido a que ciertas conexiones nerviosas con los pulmones se cortan durante el procedimiento, los receptores del trasplante no pueden sentir la necesidad de toser o sentir cuando sus nuevos pulmones se están congestionando. Por lo tanto, se debe hacer un esfuerzo consciente para hacer respiraciones profundas y toser con el fin de eliminar las secreciones de los pulmones. Sus frecuencias cardíacas responden más lentamente debido al corte del nervio vago que normalmente ayuda a regularlas. También pueden notar un cambio en su voz debido a los posibles daños a los nervios que coordinan las cuerdas vocales.

## Varios
Los pacientes pos-trasplantados se abstienen de conducir durante los primeros tres meses a la espera de una evaluación de la capacidad del paciente para conducir; esta evaluación se realiza generalmente por un terapeuta ocupacional. La visión, la capacidad física para realizar acciones simples como la verificación de puntos ciegos, el uso del cinturón de seguridad de forma segura sin que el sitio de la herida se vea afectado y la coordinación viso-motora son todos evaluados.
La higiene se vuelve más importante en la vida diaria debido a los medicamentos inmunosupresores que son necesarios todos los días para prevenir el rechazo del trasplante. La falta de un sistema inmune fuerte deja a los receptores de trasplante vulnerables a las infecciones. Se debe tener cuidado en la preparación de alimentos, ya que gastroenteritis se convierte en un riesgo más.

## Riesgos

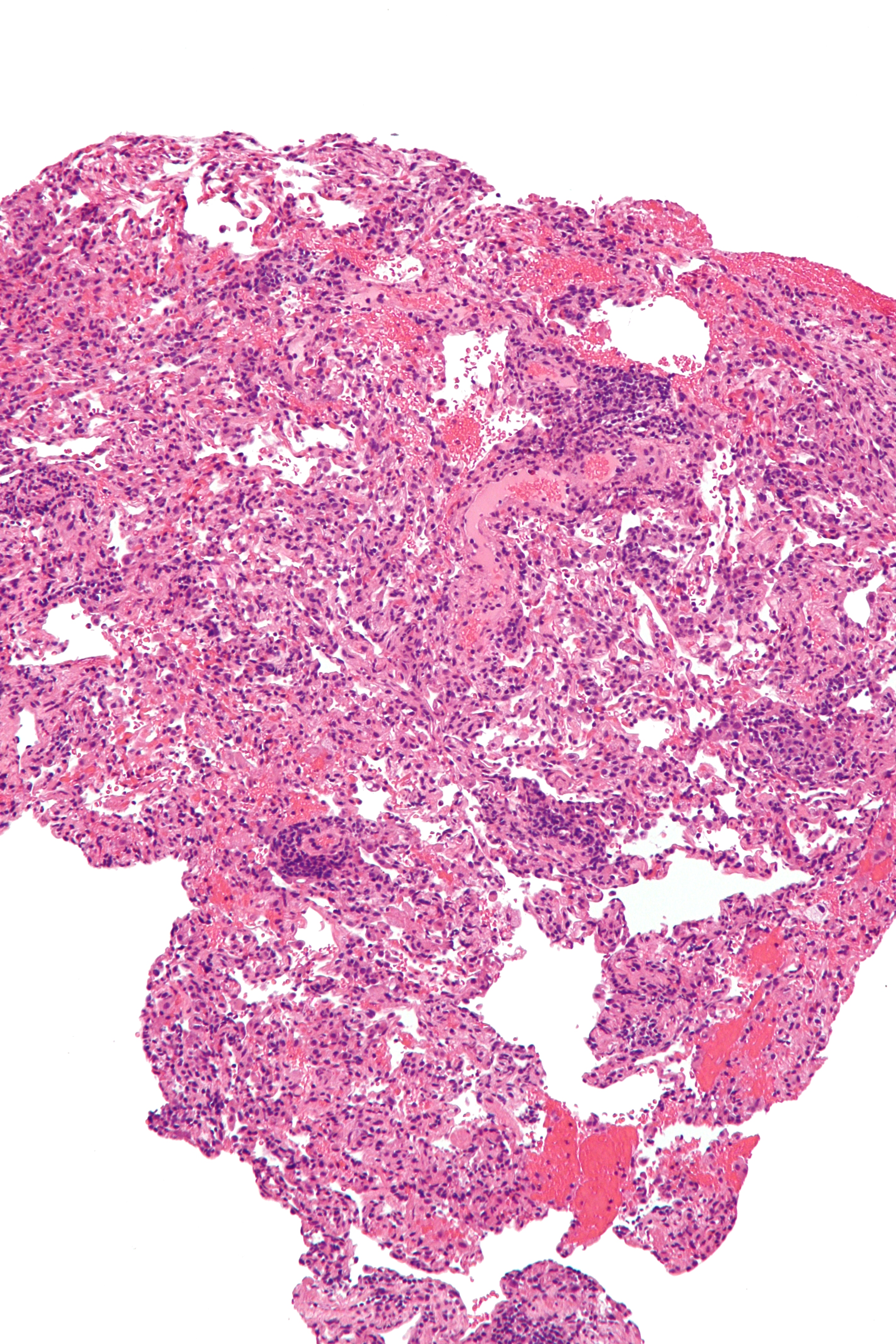
Micrographrechazo del trasplante. Pulmón biopsia. Tinción hematoxilina-eosina.

Al igual que con cualquier procedimiento quirúrgico, existen riesgos de sangrado e infección. El pulmón recién trasplantado en sí podría no sanar y funcionar correctamente. Debido a que una gran parte del cuerpo del paciente ha sido expuesto al aire exterior, se suministrarán antibióticos para tratar de prevenir una infección. Otras complicaciones incluyen el trastorno linfoproliferativo pos-trasplante, una forma de linfoma debido a los inmunosupresores, y a la inflamación gastrointestinal y a ulceración del estómago y el esófago.
El rechazo del trasplante es una preocupación primordial, tanto de forma inmediata después de la cirugía como a lo largo de toda la vida del paciente. Debido a que el pulmón o los pulmones trasplantados provienen de otra persona, el sistema inmunológico del receptor lo percibirá como un invasor y tratará de neutralizarlo. El rechazo al trasplante es una enfermedad grave y debe ser tratada tan pronto como sea posible.
Los signos de rechazo:
- fiebre;
- síntomas parecidos a la gripe, incluyendo escalofríos, mareos, náuseas, malestar general, sudoración nocturna;
- mayor dificultad en la respiración;
- empeoramiento en los resultados de las pruebas pulmonares;
- aumento del dolor en el pecho o sensibilidad;
- aumento o disminución en el peso corporal de más de 2 kilos en un período de 24 horas.

Con el fin de prevenir el rechazo del trasplante y el posterior daño al nuevo pulmón o los pulmones, los pacientes deben tomar un régimen de fármacos inmunosupresores. Se trata de un compromiso de por vida y debe respetarse escrupulosamente. El régimen inmunosupresor se inicia justo antes o después de la cirugía. Por lo general, el régimen incluye la ciclosporina, la azatioprina y los corticosteroides, pero como los episodios de rechazo pueden volver a aparecer a lo largo de la vida del paciente, las elecciones exactas y las dosis de inmunosupresores pueden tener que modificarse con el tiempo. A veces se da tacrolimus en lugar de ciclosporina y mofetil micofenolato en lugar de azatioprina.
Los inmunosupresores que se necesitan para prevenir el rechazo de órganos también presentan algunos riesgos. Al reducir la capacidad del cuerpo para montar una reacción inmune, estos medicamentos también aumentan las posibilidades de infección. Se pueden prescribir antibióticos para tratar o prevenir tales infecciones. A su vez, la infección puede aumentar el riesgo de rechazo, y en general una interacción puede prevalecer entre ambos riesgos. Ciertos medicamentos también pueden tener efectos secundarios nefrotóxicos u otros potencialmente dañinos. Otros medicamentos también pueden ser recetados para ayudar a aliviar estos efectos secundarios. Existe también el riesgo de que un paciente pueda tener una reacción alérgica a los medicamentos. Se requiere de una atención de seguimiento estrecha con el fin de equilibrar los beneficios de estos fármacos frente a sus riesgos potenciales.
El rechazo crónico se refiere a los episodios repetidos de síntomas de rechazo más allá del primer año después de la cirugía de trasplante. Se produce en aproximadamente el 50 % de los pacientes. Tal rechazo crónico se presenta como bronquiolitis obliterante o, con menos frecuencia, Aterosclerosis

## El pronóstico
Estas estadísticas se basan en datos de 2008. Los datos originales no hacían distinción entre órganos de donantes vivos y fallecidos, ni se halla distinción entre los trasplantes pulmonares dobles, solos y lobulares.

|                                   | 1 año de sobrevivencia | 5 años de sobrevivencia | 10 años de sobrevivencia |
| --------------------------------- | ---------------------- | ----------------------- | ------------------------ |
| Trasplante de pulmón              | 83.6%                  | 53.4%                   | 28.4%                    |
| Trasplante de corazón y de pulmón | 73.8%                  | 46.5%                   | 28.3%                    |

Los pulmones trasplantados suelen durar de tres a cinco años antes de mostrar signos de insuficiencia.
Los adultos más jóvenes y mayores experimentan la tasa de supervivencia más baja después del trasplante de pulmón